# Франц-Ксаверій Зельос
Блаженний Франц-Ксаверій Зельос (англ. Francis Xavier Seelos; ЧНІ; 11 січня 1819, Фюссен (Баварія, Німеччина) — 4 жовтня 1867, Новий Орлеан (Луїзіана,США) — богослов, блаженний католицької церкви. Обряд беатифікації провів Папа Іван Павло II 9 квітня 2000 року в Римі.

## Життєпис

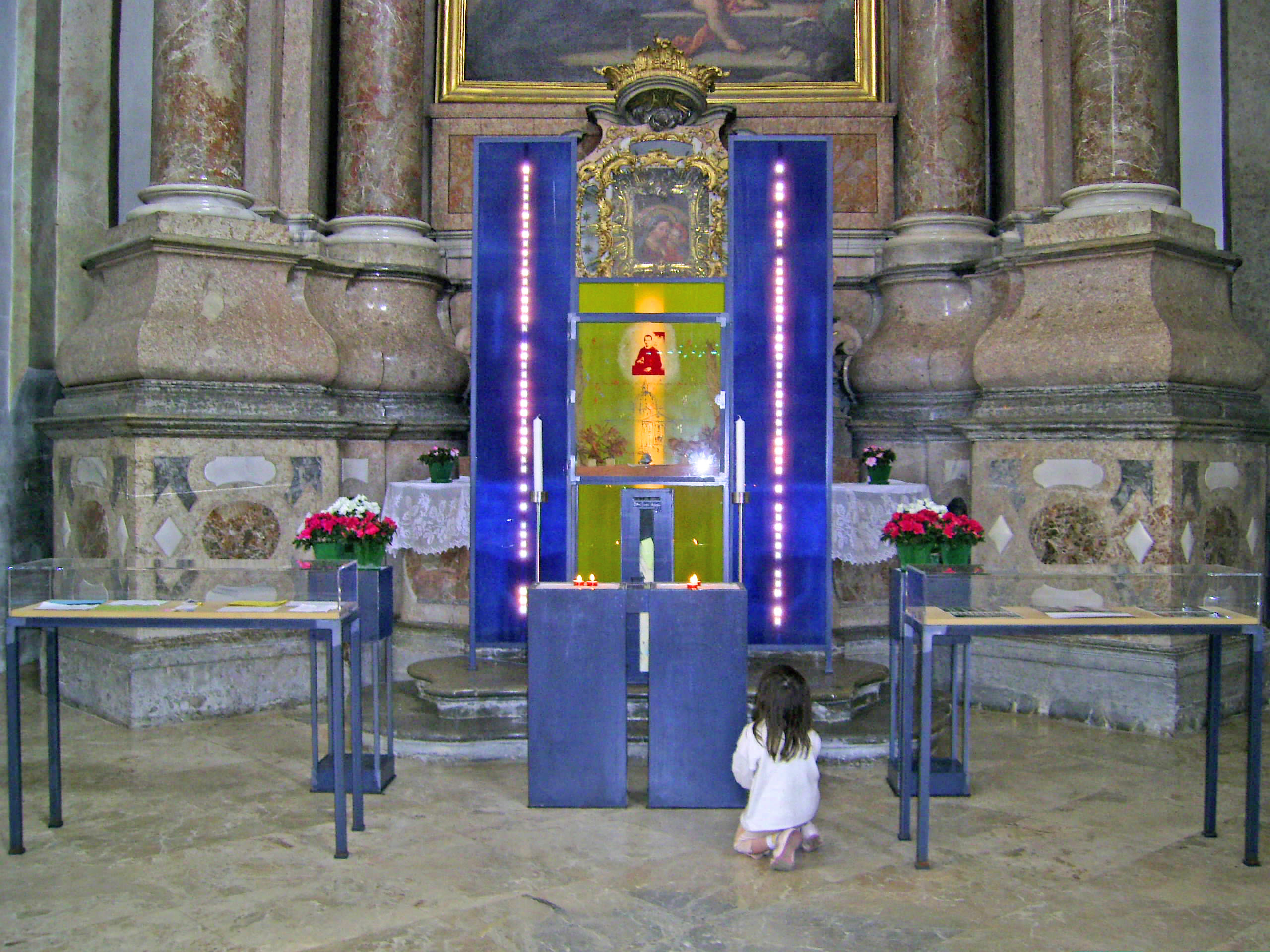
Парохіяльна церква св. Манга в Фюссені. Вівтар блаженного Франца-Ксаверія Зельоса

Франц-Ксаверій Зельос народився в сім'ї Манга Зельоса, торговця тканинами і Франчески, з дому Шарценбах, які загалом народили 12 дітей. У день народження був хрещений у парохіяльній церкві св. Манга, де його батько, починаючи з 1830 року прислуговував.
У 1831 році Франц закінчив школу, і за підтримки свого пароха, перейшов у гімназію інституту св. Етьєна в Аугсбурзі. Продовжив навчання в Мюнхенському університеті (Баварія), де студіював два роки філософію.
Після закінчення студій він почав вивчати теологію, щоб підготуватися до вступу у семінарію, в яку був прийнятий 19 вересня 1842 року.
У той час він познайомився з місіонерами Згромадження редемптористів, пізнав їхню харизму, яка полягала у євангелізації найбільш опущених, а також їхню апостольську діяльність, яка проводилась у США серед іммігрантів. Перейнявшись листами редемптористів, що були опубліковані у католицькому журналі Сіон (цей журнал писав про нестачу душпастирів для тисяч німецьких іммігрантів в США), Зельос вирішив вступити до Згромадження, бажаючи працювати місіонером у США.
22 листопада 1842 року він отримав дозвіл, а 17 березня 1843 року вирушив із порту Гавр у Франції в Нью-Йорку, куди прибув 20 квітня 1843 року.
Після закінчення новіціяту і завершення теологічних студії, 22 грудня 1844 року він був висвячений на священника у церкві св. Якова, яка належить редемптористам у Балтиморі, Меріленд.
Через кілька місяців після висвячення о. Франц був призначений у Пітсбург, Пенсільванія, на парохію св. Філомени, де він прослужив 9 років, співпрацюючи спочатку як вікарій св. Івана Ноймана, настоятеля спільноти. Три наступні роки він був настоятелем, а згодом його призначили магістром новачків-редемптористів.
Крім обов'язків парохіяльного вікарія, Зельос також проводив місії разом із о. Нойманом. Щодо відносин між ними двома, Франц-Ксавер стверджував:
|  | Він мене ввів у активне життя і навчив бути духовним опікуном і сповідником. |

Його диспозиційність і природна люб'язність, розуміння потреб вірних, одразу зробили його відомим досвідченим сповідником і духовним опікуном, так що люди приходили до нього навіть з інших парохій.
Як і у Балтиморі так і в Пітсбурзі Зельос старався, щоб сповідь не була більше мукою для каянників, але ставала для них плідним пережиттям зустрічі з терпеливим і милосердним Христом. Його сповідальня була відкрита для всіх:
|  | Я слухаю сповіді по-німецьки, по-англійськи, по-французьки, від білих і від чорних. |

Вірні його описували як місіонера, який мав завжди усмішку на устах і щедре серце, а особливо для потребуючих і покинутих. Не дивно, що у Пітсбурзі, після його смерті люди почали приписувати отримані ласки його заступництву.
У 1854 році, він був переведений з Пітсбурга у Балтимор, потім у Кумберлянд (1857) і Аннаполіс (1862).
У Кумберлянді і Аннаполісі він виконував також обов'язки форматора — префекта студентів-редемптористів. У цій ролі він показав себе як люб'язний і радісний пастир, який є завжди готовий допомогти молодим, і ревний щодо їх доктринальної формації. Особливо він старався прищепити майбутнім місіонерам-редемптористам ентузіазм, апостольську жертву для вічного і дочасного життя народу та дух самопожертви.
1860 року єпископ Михайло О'Коннор із Пітсбурга, залишаючи єпархію, рекомендував отця Зельоса — як священника найбільш придатного для свого наступництва. Франциск Ксавер написав до Папи Пія IX, висловлюючи йому свою нездатність до прийняття такої відповідальності і просив його звільнити від такої долі. Він був дуже радий, коли був номінований єпископом Пітсбурга інший священик.
Після початку громадянської війни у 1863 році були прийняті нові закони щодо військової служби, які зобов'язували усіх чоловіків до неї. Отець Зельос як настоятель семінарії редемптористів поїхав у Вашингтон, щоб зустрітись із президентом Авраамом Лінкольном і попросити його, як виняток, звільнити від військової служби студентів чину. Лінкольн показав себе винятково гостинним і пообіцяв зробити все від нього залежне. Справді, студенти були звільнені від відправлення на фронт.
Звільнений від обов'язків префекта студентів з причини кількох «ревних» співбратів, згідно з якими він не був достатньо суворим щодо молоді, о. Зельос посвятився місіонерській праці, проповідуючи німецькою і англійською мовами у Коннектикуті, Іллінойс, Мічиган, Міссурі, Нью Джерсі, Нью-Йорк, Огайо, Пенсільванія, Род Айленд і Вісконсин. Місії тривали з 1863 до 1866 рік.
Після короткого періоду парохії в Детройті (штат Мічиган) він був призначений у 1866 році до спільноти в Нью Орлеан (Луїзіана) парохом церкви Успіння Пресвятої Богородиці. Благодать і ласки, отримані тут від Бога, люди приписували своєму пароху.
У вересні 1867 року під час візитів до хворих на жовту гарячку він і сам заразився. Після кількох тижнів хвороби о. Франц помер 4 жовтня 1867 року.
На його похорон народ, який заповнив церкву Успіння Пресвятої Богородиці, де зберігаються до сьогодні його тлінні останки, визнаючи святість отця Зельоса, торкався до гробу будь-якою річчю, щоб потім зберегти її як пам'ять про нього.

## Вшанування

### Беатифікація
Отець Франц-Ксаверій Зельос, ЧНІ, був беатифікований Папою Іваном Павлом ІІ 9 квітня 2000 року у Римі.
Під час церемонії, архієпископ Нового Орлеана Френсіс Б. Шульте стоячи перед його Святістю Папою Іваном Павлом II прочитав біографію блаженного Франца-Ксаверія Зельоса. В урочистій літургії взяли участь преподобний Джозеф В. Тобін, генеральний настоятель редемптористів, співробітники центру Франца-Ксаверія Зельоса і парафіяни в Успенської церкви Святої Марії в Новому Орлеані, редемптористи з усього світу. Говорячи про Блаженні Франца-Ксаверія Зельоса, Святіший Отець сказав:
|  | "Дай нехай знову я тішуся ласкою спасіння в Тебе і духом мужності укріпи мене то й на путь твій зблуканих наведу я і нечестиві навернуться до Тебе." (Пс 51 (50): 14-15). У відповідності з духом і харизмою отців-редемптористів, до спільноти яких належав Франц-Ксавер Зельос, часто медитував на ці слова псалмоспівця. Поступальний по благодаті Божої та інтенсивної життя молитви, Отець Франциск покинув свою рідну Баварію і присвятив себе апостольській місії серед громад іммігрантів у Сполучених Штатах. У різних місцях, де він працював, з ентузіазмом, самопожертвою і апостольським завзяттям проповідував покинутим, з втраченою надією вірним, послання Ісуса Христа, "джерело вічного спасіння" (Євр 5: 9), і протягом безліч годин, проведених в сповідальні він переконав багатьох повернутися до Бога. Сьогодні, блаженний Франциск Ксаверій Зельос пропонує членам Церкви, щоб поглибити їх союз з Христом в таїнствах Покаяння та Євхаристії. Завдяки його заступництву, нехай всі, хто працює в винограднику для спасіння народу Божого, укріплюються у Бозі в своїй цілі. |

Площа св. Петра у Ватікані. Беатифікація о. Франца-Ксаверія ЗельосаПлоща св. Петра у Ватікані. Беатифікація о. Франца-Ксаверія Зельоса
Архієпископ Франц Б. Шульте зачитує біографію о. Франца-Ксаверія ЗельосаАрхієпископ Франц Б. Шульте зачитує біографію о. Франца-Ксаверія Зельоса
Архієпископ Франц Б. Шульте і папа Іван Павло ІІ на церемонії беатифікації о. Франца-Ксаверія ЗельосаАрхієпископ Франц Б. Шульте і папа Іван Павло ІІ на церемонії беатифікації о. Франца-Ксаверія Зельоса
Генерал ордену редемптористів Джозеф Вільям Тобін і папа Іван Павло ІІ на церемонії беатифікації о. Франца-Ксаверія ЗельосаГенерал ордену редемптористів Джозеф Вільям Тобін і папа Іван Павло ІІ на церемонії беатифікації о. Франца-Ксаверія Зельоса

Літургійний спомин у католицькій церкві — 4 жовтня.

### Церква Успіння Пресвятої Богородиці в Новому Орлеані
Тлінні останки Франца-Ксаверія Зельоса зберігаються в церкві Успіння Пресвятої Богородиці в Новому Орлеані.

Церква Успіння Богородиці в Новому ОрлеаніЦерква Успіння Богородиці в Новому Орлеані
Церква Успіння Богородиці в Новому Орлеані. ВоротаЦерква Успіння Богородиці в Новому Орлеані. Ворота
Церква Успіння Богородиці в Новому Орлеані. Головний вівтарЦерква Успіння Богородиці в Новому Орлеані. Головний вівтар
Церква Успіння Богородиці в Новому Орлеані — національна святиня Франца-Ксаверія ЗельосаЦерква Успіння Богородиці в Новому Орлеані — національна святиня Франца-Ксаверія Зельоса
Церква Успіння Богородиці в Новому Орлеані. Вітраж Франца-Ксаверія Зельоса.jpgЦерква Успіння Богородиці в Новому Орлеані. Вітраж Франца-Ксаверія Зельоса.jpg

#### Музей

Труна Блаженного Франца-Ксаверія ЗельосаТруна Блаженного Франца-Ксаверія Зельоса

- Файл:Блаженний Франц-Ксавер Зельос скульптура 1jpg.jpg
- Файл:Блаженний Франц-Ксавер Зельос скульптура 2jpg.jpg
- Файл:Блаженний Франц-Ксавер Зельос скульптура.jpg
- Файл:Блаженний Франц-Ксавер Зельос скульптура 3.jpg
- Файл:Блаженний Франц-Ксавер Зельос Картина.jpg
- Файл:Експзиція воскова.jpg
- Файл:Шматок історії.jpg

#### Магазин сувенірів при церкві

Медальйон Медальйон
ГобеленГобелен
ГорняткоГорнятко
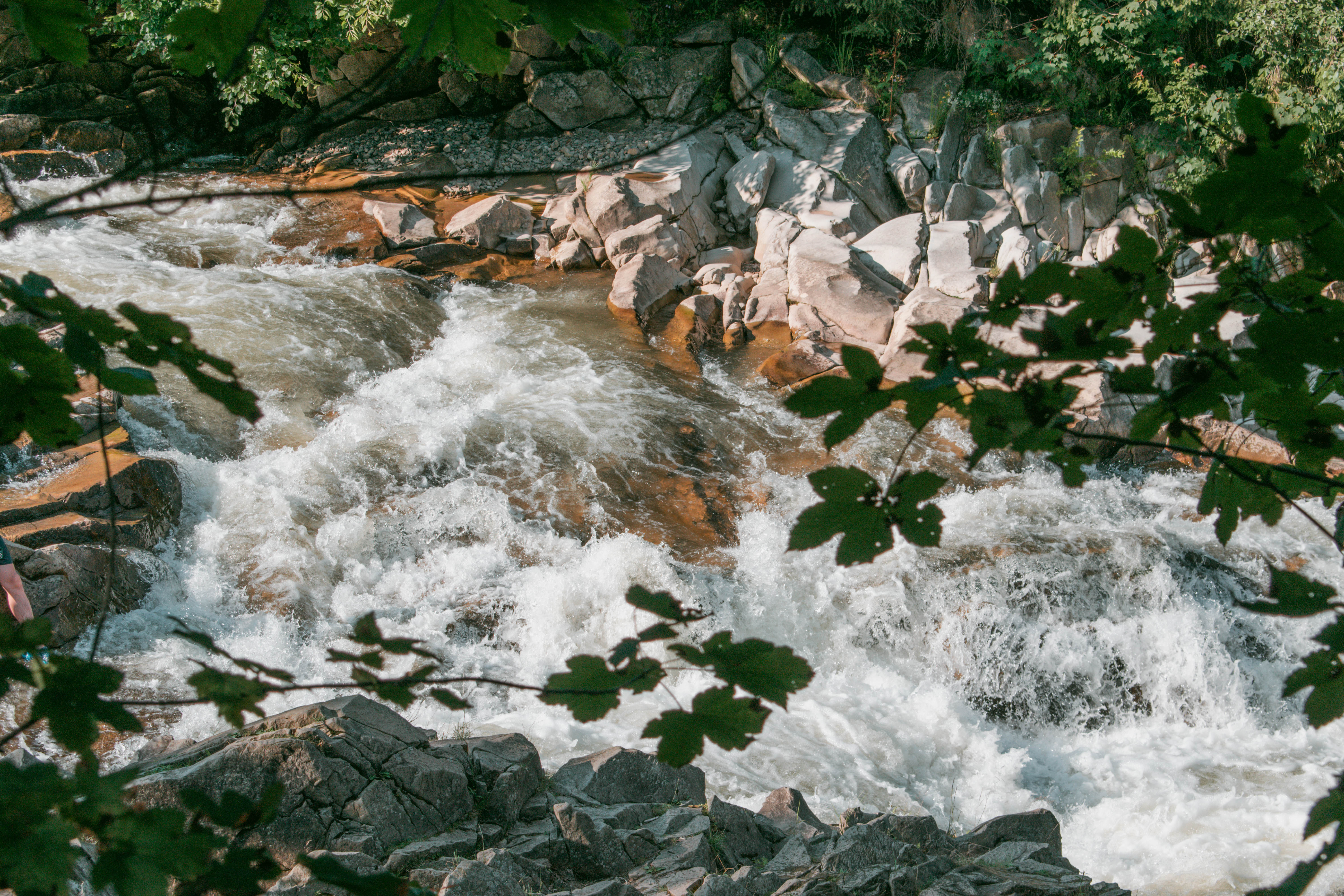
Свіча